# 데메라라 설탕

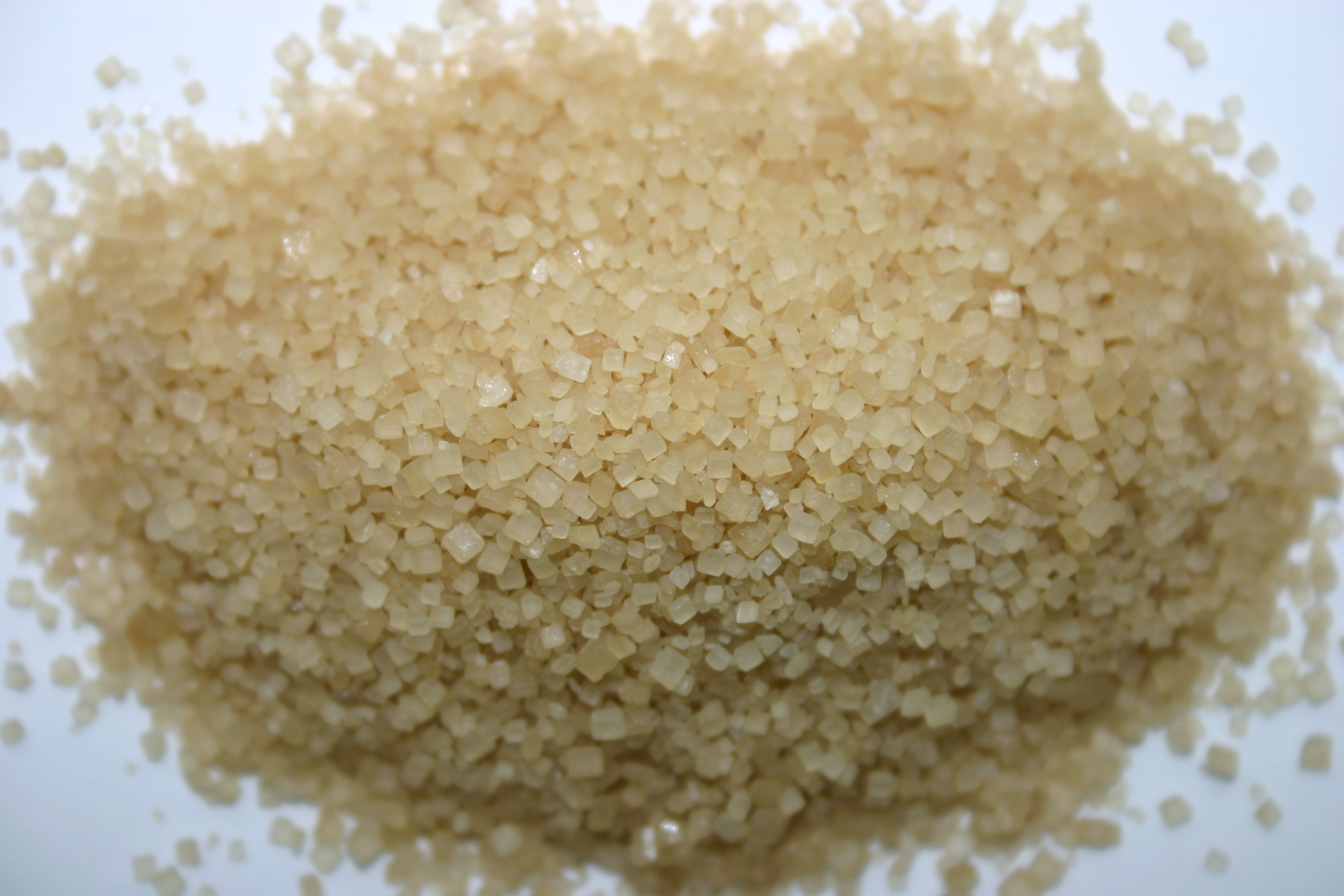
데메라라 설탕

데메라라 설탕(demerara雪糖)은 비정제 황설탕으로, 알이 굵고 약간의 당밀을 포함한다. 이름은 과거에 이 설탕이 생산되던 기아나(현 가이아나)의 데메라라 지방에서 따왔다. 현재는 모리셔스 등 다른 지역에서도 생산된다.

## 사진

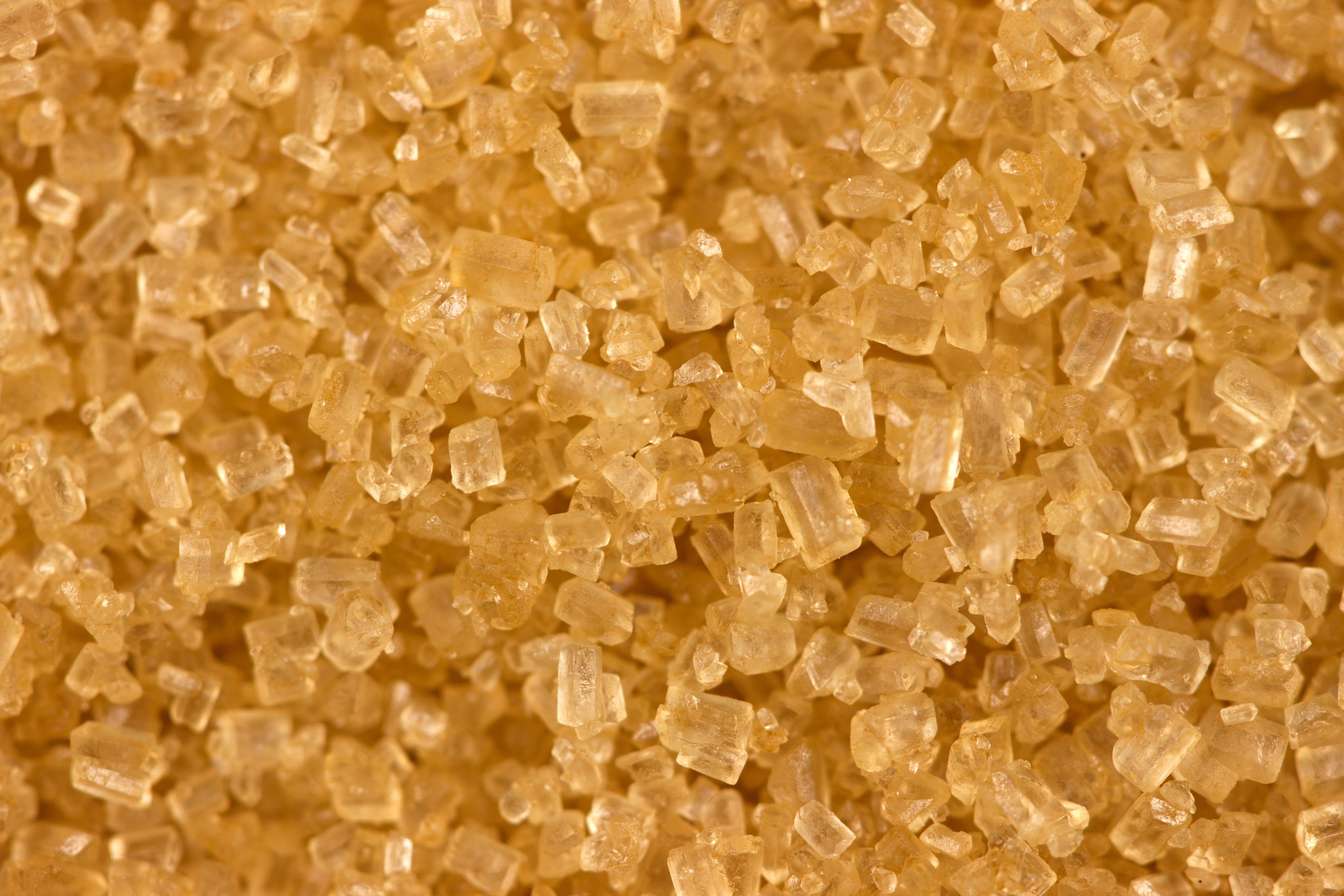
데메라라 설탕

## 같이 보기
- 터비나도 설탕
- 머스코바도 설탕